# ナザレスバンク
ナザレスバンクはインド洋にある堆。
マダガスカル北部から東に約1040km、サヤデマルハバンクから南に280kmの場所にあり、最も近くの陸地は南西140kmにあるモーリシャス領のカルガドス・カラホス諸島である。ナザレスバンクはマスカリン海台の一部であり、レユニオン・ホットスポットにより形成されたものである。
ナザレスバンクの中心は14°30′0.0″S 60°40′0.00″Eであり、およそ南北176km、東西87kmにわたって広がっている。